# محمد الغزالی
شیخ محمد غزالی، از بزرگترین فقهای معاصر و در کنار حسن البنا از رهبران و داعیان اصلی جریان اخوان المسلمین بود.

## زندگی‌نامه
غزالی متولد ۲۲ سپتامبر ۱۹۱۷ در محافظة البحیرة کشور مصر است. پدرش احمد سقا، به سبب علاقه خاصی که به امام محمد غزالی داشت، نام پسر را محمد غزالی نامید. غزالی در همان اوایل کودکی قرآن را حفظ کرد و پس از اتمام دوره دبیرستان در مدرسه دینی اسکندریه، در سال ۱۹۳۷ به دانشکده اصول دین، جامعة الازهر قاهره پیوست.
غزالی پس از اتمام تحصیلات، به یکی از داعیان اصلی اخوان المسلمین تبدیل شد و حتی مدتی سردبیر مجله آن‌ها بود و در همین زمان، نخستین کتاب خود با نام «الاسلام و الاوضاع الاقتصادیة» را به چاپ رساند و طولی نکشید که تبدیل به مؤلفی پرکار و فقیهی مشهور شد. بعد از ترور حسن البنا در سال۱۹۴9، غزالی حدود یک سال را در زندان گذرانید.
پس از به قدرت رسیدن انور سادات، غزالی با دستور شخص سادات، به معاونت وزارت اوقاف رسید. او در این مدت با سخنرانی در مساجد مختلف و به خصوص در مسجد عمروعاص قاهره، خیل عظیمی از جوانان را شیفته خود کرد. اما با شروع اعتراضهای غزالی، انور سادات تمام مناصب حکومتی را از او پس گرفته و بعد از افزایش فشارها، نهایتاً به دعوت دانشگاه ام‌القری در مکه، به عربستان سفر کرد. بعد از هفت سال قید ممنوع‌الورود بودن او به مصر برداشته شد و غزالی مجدداً مدتی را به عنوان معاونت وزرات اوقاف، مصر سپری کرد و سپس به دانشکده الهیات قطر پیوست.
غزالی همواره حضوری پررنگ در مجامع اسلامی و تبلیغی داشت و از سال ۱۹۸۴ به عنوان ریاست
دانشگاه «امیر عبدالقادر» الجزایر، به دروس تفسیر قرآن پرداخت ضمن اینکه مقام افتای دانشگاه را هم به عهده داشت. او در همین موقع، برنامه‌های هفتگی تلویزیونی را در الجزایر اجرا کرد که با استقبال کم‌نظیری مواجه شد.
بعد از پنج سال اقامت در الجزایر، غزالی ناچار شد به خاطر شرایط نامناسب جسمی، الجزایر را ترک کند. او نشان لیاقت را که بزرگترین نشان الجزایر بود از دست رئیس‌جمهور وقت، «شاذلی بن جدید» دریافت کرد.
بعد از بازگشت به مصر، غزالی از سوی دکتر «طه جابر علوانی» به ریاست شورای علمی «مؤسسه اندیشه اسلامی» دعوت شد و او در کنار برخی از بزرگترین اندیشمندان مصر مثل جابر العلوانی، محمد سلیم عوا، شیخ علی جمعة، دکتر محمد عماره و.. شروع به فعالیت کرد.
در خلال همین سالهای واپسین عمر، شخصیت علمی او مورد تقدیر کشورهای مصر، عربستان، قطر، مالزی و.. قرار گرفت. او در سال ۱۹۹۵ در پنجاهمین سالگرد تأسیس سازمان ملل متحد در آمریکا شرکت کرد. نهایتاً در ۹ مارس ۱۹۹۶ در عربستان دچار حمله قلبی شد و در سن ۷۹سالگی درگذشت.

## افکار و عقیده‌ها
غزالی به عنوان یکی از رهبران اخوان المسلمین از معدود فقهایی است که مرتباً در حال تجدید نظر در آرای پیشین، و اتخاذ مواضع جدید بود. او با تألیف بیش از ۵۰ اثر در حوزه اسلام‌شناسی، یکی از تأثیرگذارترین شخصیت‌های دینی قرن بیستم به‌شمار می‌رود.
غزالی در ابتدا، ضمن تحصیل در الازهر از محضر بزرگانی چون شیخ شلتوت، بهره‌مند شد و سپس روش اصلاحی خود را با تبلیغ و دعوت آمیخت. زمانه غزالی با حوادثی چون، جنگ شش روزه و نفوذ جریانهای تندروی سلفیه و وهابیت عجین است. از این رو او به عنوان یکی از داعیان اندیشه تقریب تلاشهای بسیاری را انجام داد. اما پس از گذشت ده‌ها سال، او متوجه شد که اصلاحات موضعی، گره از بدبختی امت اسلام نمی‌گشاید و راه چاره را در بازگشت به قرآن، و شکستن رویه تقلید و تقدیس اشخاص و نامها، دید. این روش، همان دیدگاهی بود که حدود یک قرن قبل تر، با ظهور امام محمد عبده به وجود آمد لکن با نفوذ وهابیت سعودی و حمایت‌های تلویحی غرب، مدرسه اصلاحی عبده به انحراف و نابودی کشانده شد هرچند معدود کسانی چون شیخ شلتوت یا شیخ علی عبدالرازق سعی در ادامه مدرسه فکری استاد خود در الازهر داشتند، لکن هجمه سنگین جریانهای صوفیه و به خصوص سلفیه مانع تداوم این مدرسه اصلاحی شد.
غزالی، ریشه انحرافات از اسلام صحیح را در دوری از قرآن و وجود انواع و اقسام احادیث کذب و جعلی که تحت نام سنت نبوی، به دروغ به اسلام، افتراء زده شده‌اند و تقدیس ساده انگارانه نامهایی چون بخاری و.. می‌دانست و اینها همه در حالی اتفاق افتاده که، اکثریت قریب به اتفاق فقهای متقدم و متأخر بر ظنی بودن اخبار آحاد و عدم وجود صفت یقین و قطعیت در آن‌ها تأکید کرده‌اند.
غزالی ضمن شکوایه از این رویه غلط می‌نویسد: «أن المسلمون الآن اتخذوا هذا القرآن مهجورا فهم لایعکفون علی دراساته و لا یستقصون دلالاته: همانا مسلمین در این عصر قرآن را مهجور کرده‌اند آن‌ها به مطالعات قرآنی روی نمی‌آورند و در راه کشف معانی قرآن تلاشی نمی‌کنند» (نظرات فی القرآن ص۱۵۳ نهضة مصر ط۶)

## تغییر اندیشه‌های غزالی
ده‌ها سال تجربه و تدریس در مصر، سعودی، الجزایر، قطر و.. غزالی را به این نتیجه رساند که راه نجات امت اسلامی از گمراهی و عقب افتادگی در بازگشت به قرآن و ترک خرافات ضد قرآنی است. او ضمن تقدیر از مدرسه اصلاحی امام محمد عبده از نابودی منهج قرآن محور عبده اظهار ناراحتی کرده و می‌نویسد: «ثم هناک جراءة علی شتم رجالاتنا الکبار، حتی کادت أذکی مدرسة فی العصر الحدیث تختفی تحت وطأة الإنکار والجحود، أعنی مدرسة «المنار» آلتی صالحت بین السلف والخلف، والعقل والنقل، والاجتهاد والتقلید، ورسمت أهدافا واضحة للنهوض بالعقل الإسلامی، والطب لأمة علیلة!!:
کار به جایی رسیده که مردان بزرگ مورد طعن قرار می‌گیرند طوری‌که نزدیک بود روشنگرانه‌ترین مدرسه فکری معاصر زیر لگد تعصب و نفهمی پایمال شود منظورم مدرسه «المنار» است که بین سلف و خلف، عقل و نقل، اجتهاد و تقلید مصالحه کرد و اهداف واضحی را برای قیام مجدد عقل اسلامی ترسیم نمود و به مثابه پزشکی بود برای امت مریض!!.» (تراثنا الفکری فی میزان العقل و الشرع/فصل۳ ص۵۳ دارالشروق)
غزالی تحت تأثیر افکار روشنگرانه امام محمد عبده در اواخر عمر، روش اصلاحی خود را شجاعانه ابراز کرد. هرچند مورد هجمه‌ها و افترائات سنگین جریانهای متعصب وهابیت و سلفیه قرار گرفت. او در سال ۱۹۸۹ با تألیف کتاب جنجالی «السنة النبویة بین اهل الفقه و اهل الحدیث» (ترجمه شده با عنوان نگرشی نو در فهم احادیث نبوی) رسماً با تفکر ظنی/حدیثی خداحافظی کرد و پا در مسیر شاگردان معنوی عبده چون محمود ابوریة، علی عبدالرازق، شلتوت، احمد صبحی منصور و.. گذاشت.

## السنة النبویة بین اهل الفقه و اهل الحدیث
غزالی در این کتاب ضمن ارجاع به تفکر متقدمان اهل حدیث، در اینکه هیچ‌یکی از محدثان معصوم از خطا و اشتباه نیست، نقدهای جدی را بر احادیث جعلی وارد شده در صحیح بخاری و صحیح مسلم وارد می‌کند. تمامی این نقدها از ناحیه تعارض این احادیث با قرآن کریم و عقل برمی‌خیزد. برای مثال او از اینکه امام محمد عبده احادیث کذب جادوشدن پیامبر (ص) وارد شده در صحیح بخاری را، تکذیب می‌کند، اظهار مسرت کرده و از اینکه عبده به این سبب، مورد اتهام متعصبان و مقلدان جاهل قرار گرفته، اظهار ناراحتی می‌کند: «وقد سرنی ان الشیخ محمد عبده رفض هذا الحدیث، وساءنی أن الرجل الضخم اتهم فی دینه لهذا الموقف المعظم لقدر الرسول!!: خوشحال شدم که شیخ محمد عبده، این حدیث را رد کرده‌است و اینکه چنین شخصیت بزرگی به خاطر رد این حدیث و در دفاع از جایگاه رسول (ص)، متهم به بی‌دینی شده مرا نارحت کرد» (السنة النبویة بین اهل الفقه و اهل الحدیث/الغناء)(نگرشی نو در فهم احادیث نبوی/موسیقی و آوازخوانی ص۱۱۰ ـ نشراحسان)
غزالی در این کتاب به درستی، سخن بزرگان فقهای اصولی مذاهب اربعه در ظنی بودن اخبار آحاد را نقل و تأیید می‌کند. او در این کتاب با استاد احمد امین هم نظر است که متأسفانه محدثین به جای توجه به نقد متن حدیث، تمام همت خود را صرف نقد سند آن کرده‌اند (فجر الاسلام صص۲۱۷٬۲۱۸) و اینکه علم جرح و تعدیل راویان، ظنی بوده و بر اساس درگیریهای مذهبی و فرقه‌ای قرار دارد از این رو محدثان در جرح و تعدیل کمتر راوی به اتفاق می‌رسند (ضحی الإسلام۲/۱۱۸٬۱۱۷)
غزالی می‌نویسد: «والقول بأن حدیث الآحاد یفید الیقین کما یفیده المتواتر ضرب من المجازفة المرفوضة عقلا ونقلا: این سخن که حدیث آحاد به مانند متواتر مفید یقین است، نوعی گزافه گویی مردود بوده و فاقد ریشه عقلی و نقلی است» (السنة النبویة.. /الغناء)(نگرشی نو در فهم احادیث نبوی/ص۱۰۸)
غزالی در ادامه به نقل از شیخ رشید رضا می‌نویسد: «التفرقة بین ما ثبت بنص القرآن من الأحکام، وما ثبت بروایات الآحاد وأقیسة الفقهاء ضروریة، فإن من یجحد ما جاء فی القرآن الکریم بحکم بکفره، ومن یجحد غیره ینظر فی عذره! فما من إمام مجتهد إلا وقد قال أقوالا مخالفة لبعض الأحادیث الصحیحة لأسباب یعذر بها، وتبعه الناس علی ذلک: فرق گذاردن میان احکامی که با متن قرآن ثابت شده‌اند با آنچه از طریق خبر واحد و قیاس فقیهان به ثبوت رسیده، امری ضروری است زیرا کسی که منکر احکام بیان شده در قرآن باشد، حکم به کفر او داده می‌شود اما کسی که منکر غیر آن باشد، معذور شمرده می‌شود. بسیاری از امامان، بنا بر علل و عواملی قابل قبول، دیدگاه‌هایی مخالف با برخی از احادیث صحیح داشته‌اند و بسیاری از مردم در این زمینه از آن‌ها پیروی کرده‌اند» (السنة النبویة.. /الغناء)(نگرشی نو در فهم احادیث نبوی/ص۱۰۹)
کتاب «السنة النبویة بین اهل الفقه و اهل الحدیث» در عرض مدت کوتاهی به چندین چاپ رسید به‌طوری‌که در حال حاضر این کتاب از چاپ یازدهم هم گذشته‌است.

## تراثنا الفکری فی میزان العقل و الشرع
پس از انتشار کتاب «السنة النبویة بین اهل الفقه و اهل الحدیث»، حملات بسیاری بر غزالی وارد شد. حتی او را به انکار سنت متهم کردند. اما دو سال بعد و در سال ۱۹۹۱، غزالی بدون عقب‌نشینی از مواضع قبلی خود، این بار ضمن انتشار کتاب «تراثنا الفکری فی میزان العقل و الشرع» (ترجمه شده با عنوان ارزیابی میراث فکری مسلمانان/نشر احسان) با استدلالات قویتری، سخنان خود را تکرار کرده و قبای شک و ظن و گمان را بر تن احادیث کرد. او در فصل هفتم کتاب خود با عنوان «اعادة کتابة التاریخ»، ضمن تقدیر و تحسین از مرتبه علمی دکتر احمد صبحی منصور ـ استاد اخراجی الازهرـ یکی از مقالات او را تحت عنوان «لیس هلاکو وحده» (هلاکو تنها نیست) که در باب تبارشناسی قسمتی از تاریخ مسلمانان است نقل می‌کند. در واقع غزالی در اواخر عمر خود با تغییر نگرشهای تقلیدی، در تألیفات متأخرش به روشنی از لزوم بازگشت به قرآن و تطبیق هرچیزی خارج از قرآن با معیارهای قطعی قرآن سخن گفت. او در کتاب «کیف نتعامل مع القرآن» نوشت: «فعوضاً ان نجعل من السلف الصالح قدوة فی الاجتهاد جعلنا منهم نماذج للتقلید. ان المدارسة فی الحقیقة هی المحاولة لکسر هذا الطوق: به جای اینکه ما سلف صالح را در رویکرد اجتهادیشان الگو قرار دهیم خود آن‌ها را تمثال تقلید کرده‌ایم. پژوهش حقیقی یعنی اراده شکستن این بند تقلید» (ص۸ نهضة مصر)(ص۷ دارالقلم قاهرة)
غزالی در جای دیگری ایجاد فضای تنگ برای مصلحان و متفکرین دینی را ظالمانه و عملی یزیدی معرفی می‌کند. او می‌نویسد: «فی العصر الذی انا منه الآن رأیت خیرة قادة الفکر الإسلامی إما ماتوا مظلومین او مضطهدین او مضیقا علیهم خنادق.. جمال الدین الافغانی مثلاً کانت عیشته سیئة کذلک الشیخ محمد عبده، والکواکبی.. کل من رأیت من اخواننا الذین لهم فکر و یریدون العمل هنا و هناک لا یعاملون الا معاملة قطاع الطرق و الأمة مسئولة عن هذا. وما قیمة ان یقال ان الناس قلوبهم مع الحسین و سیوفهم مع یزید؟ ما یعنینی ان الشعب یحبنی و اذا کان سیترکنی اقتل؟:
در عصری که من در آن قرار دارم می‌بینم که بهترین رهبران تفکر اسلامی یا مظلومانه فوت می‌کنند یا تحت فشار و اضطهاد عقیدتی هستند یا اینکه فضا بر آن‌ها تنگ می‌شود.. مثلاً جمال الدین افغانی زندگی سختی داشت همچنین شیخ محمد عبده و عبدالرحمن کواکبی و.. تمام برادارن اهل تفکر و اندیشه در اینجا و آنجا چنان با آن‌ها برخورد می‌شود که انگار راهزن و دزد سرگردنه هستند. امت در قبال این برخوردها مسئول است. چه ارزشی دارد که گفته شود قلوب مردم با حسین ولی شمشیرهایشان با یزید است؟ چه به درد من می‌خورد که مردم مرا دوست بدارند لکن تنهایم بگذارند که کشته شوم؟» (کیف نتعامل مع القرآن۱۴۳٬۱۴۴ ـ دارالقلم)(صص۱۵۱٬۱۵۲ نهضة مصر)
اشارات معنادار غزالی به اضطهاد نواندیشان و متفکران مسلمان توسط سلفیه و وهابیت مصادیق عینی چون امام محمد عبده، شیخ علی عبدالرازق، شیخ احمد صبحی منصورو.. دارد. البته خود غزالی و سایر استادان معنویش مثل شیخ محمود شلتوت به گمراهی و اهل هوا بودن متهم شدند. ناصر الدین آلبانی محدث معاصر سلفی بارها غزالی را مردی جاهل، منحرف و ضد سنت می‌خواند
غزالی در کتاب «تراثناالفکری» با اساطیر خواندن روایاتی در باب مصحف عبدالله بن مسعود و فقدان معوذتین در آن، و همچنین محال دانستن اصطلاح جعلی نسخ تلاوت که از ابداعات عصر عباسی برای توجیه بسیاری از احکام خرافی است نهایتاً می‌نویسد: «کعب الأحبار ناقل لخرافات قومه، ولا وزن له، ومن العجب أن ینخدع أبو هریرة به: کعب الاحبار ناقل خرافات قومش بود و بسیار عجیب است که ابو هریره فریفته او شد» (تراثنا الفکری ص۱۴۰ دارالقلم)(ص۱۴۸ دارالشروق القاهرة)
غزالی در فصل نهم این کتاب تحت عنوان «فی هامش السنة» (پیرامون سنت) به نکات بسیار مهمی اشاره کرده، و سنت عملی نبوی را از احادیث آحاد تفکیک می‌کند. غزالی در ادامه با ذکر فتوای الازهر، دربارهٔ انکار حدیث، از خود و شیخ احمد صبحی منصور دفاع به عمل می‌آورد.
غزالی در این کتاب ضمن محکومیت تعصب جاهلانه داعیان سلفیت در تقدیس احادیث دروغین و ضد قرآنی می‌نویسد: «إن العقیدة ـ فی المنطق الإسلامی ـ لاتثبت إلّا من نص قطعی الدلالة و الثبوت، و هذه المرویات الآحادیة یقبلها من یقبلها و یأباها من یأباها: همانا عقیده در منطق اسلامی، به جز با نص قطعی الدلالت و ثبوت ثابت نمی‌شود و اخبار آحاد می‌تواند مورد قبول یا رد قرار گیرد» (تراثنا الفکری/فصل دوم/ص۴۰ دارالشروق)
غزالی در جای دیگری از مصادره اسلام توسط داعیان سلفیه، ابراز نگرانی کرده و می‌نویسد: «والمفاهیم العصریة آلتی یتمناها توفیق الحکیم هی هی حقائق الإسلام الذی جاء به الوحی قبل أن یتجرأ علیه أدعیاء السلفیة، ویقدموه للناس شراباً مُرّاً، یورث المرض والتخلّف والهزائم. والواقع أن أعداء الإسلام ـ کما رأیت ـ یفتحون الأبواب للسلفیة الحدیثة، حتی إذا أدرک الناس فحواها ثارت علی الإسلام ثائرتهم، وقرروا الابتعاد عنه، وفضلوا علیه کل نحلة أخری:
مفاهیم معاصری که موفقیت حکیم طلب می‌کند، همان حقایق اسلام است که قبل از اینکه داعیان سلفیه نسبت به آن جسارت بورزند و نوشیدنی تلخی را به مردم بنوشانند و مرض و تخلف و بحران و شکست بیافرینند، توسط وحی الهی ابلاغ شده بود. در واقع دشمنان اسلام ـ چنان‌که دیدید ـ فضا را برای سلفیه معاصر هموار کردند تا وقتی که مردم محتوای سلفیت را شناختند [به واسطه زشتی این محتوا که با نام اسلام تبلیغ می‌شود] بتوانند علیه اسلام قیام کنند و دوری از اسلام را تثبیت کرده و هر نحله عقیدتی را بر اسلام تفضیل دهند» (تراثنا الفکری/فصل سوم ص۵۰)(بنا به دلایلی، قسمتهایی از این کتاب به فارسی ترجمه نشده‌است)
غزالی بارها در کتب متأخر خود به سلفیه حمله کرده و با تحلیلی هوشمندانه آن‌ها را مورد حمایت پنهان غرب معرفی می‌کند تا بدین وسیله چهره اسلام در دنیا مشوه شود و مردم از اسلام گریزان شود (کتاب: سر تأخر العرب و المسلمین) او می‌نویسد: «أدعیاء السلفیة لا تصلح الارض معهم و لا بهم: داعیان سلفیت کسانی هستند که نه دنیا با وجود آن‌ها اصلاح می‌شود و نه می‌توانند دنیا را اصلاح کنند» (سر تأخر العرب والمسلمین ص۵۵ ـ نهضةمصر) او در همین کتاب از بزرگترین رهبر معاصر سلفیه مصر شیخ «حامد الفقی» نقل می‌کند که ابوحنیفه را بخاطر مواضع سرسختانه اش در قبال احادیث، تکفیر کرده‌است: «زعیم السلفیة الأسبق فی مصر حامد الفقی حلف بالله أن اباحنیفة کافر و لایزال رجال ممن سمعوا الیمین الفاجرة احیاء: رهبر سابق سلفیه مصر شیخ حامد الفقی، به خدا قسم خورد که ابوحنیفه کافر است! و هنوز کسانی که این سوگند پلید را شنیده‌اند و شاهد ان بودند فوت نکرده‌اند» (سر تأخر العرب و المسلمین ص۵۲) البته این سخن مربوط به اواخر دهه هشتاد میلادی می‌باشد.
غزالی در فصل نهم کتاب «تراثنا الفکری» با الهام از نوشته‌های فقهای اصولی حنفی مثل فخرالاسلام بزدوی و همچنین با وامگیری از مطالب شیخ شلتوت در کتاب برجسته «الاسلام عقیدة و شریعة»، احادیث آحاد را به ترازوی نقد عقل و شرع می‌برد و نهایتاً می‌نویسد: «وضابط التواتر أن یبلغ الرواة حدا من الکثرة تحیل العادة معه تواطؤهم علی الکذب، ولابد أن یکون ذلک متحققا فی جمیع طبقاته: أوله ومنتهاه ووسطه.. و هو عند التحقیق روایة الکافة عن الکافة. ویقول بعض علماء الأصول: الخبرالمتواتر هو الذی اتصل بک من رسول‌الله صلی الله علیه وسلم، اتصالا بلاشبهة.. و لایتوهم تواطؤهم علی الکذب، لکثرتهم وعدالتهم وتغایر أماکنهم، ویدوم هذا فی وسطه وآخره مثل: القرآن والصلوات الخمس، وأعداد الرکعات، ومقادیر الزکوات. الآحاد لا تفید الیقین: هذا هو التواتر الذی یوجب الیقین بثبوت الخبر عن رسول‌الله، صلی الله علیه وسلم.. فی اتصاله بالرسول شبهة، فلا یفید الیقین. إلی هذا ذهب أهل العلم، ومنهم الأئمة الأربعة: مالک وأبو حنیفة والشافعی وأحمد فی إحدی الروایتین عنه، وقد جاء فی الروایة الأخری خلاف ذلک:
معیار تواتر این است که راویان به درجه‌ای از کثرت برسند که توافق آن‌ها بر کذب محال باشد و این ضابطه می‌بایستی در جمیع طبقات راویان لحاظ شود اول و آخر و میانه.. در نظر اهل تحقیق تواتر به روایتی اطلاق می‌شود که گروهی از گروهی نقل کنند و بعضی از علمای اصول می‌گویند خبر متواتر آن است که اتصال آن به رسول‌الله (ص) بلاشبهه باشد.. و به خاطر کثرت راویان و عدالت آن‌ها و اختلاف مکانهایشان، احتمال توافق بر کذب آن محال باشد و این رویه باید در سرتاسر سلسله راویان برقرار باشد مانند قرآن کریم و نمازهای پنجگانه و مقادیر زکات. اما خبر آحاد هرگز مفید یقین نیست بلکه این تواتر است که قطعیت صدور خبر را از رسول‌الله (ص) می‌رساند.. در اتصال خبر واحد به رسول‌الله (ص) شبهه وجود دارد بنابراین یقین‌آور نیست و نظر اهل علم هم، چنین است از جمله ائمه اربعه مالک و ابوحنیفه و شافعی و در یکی از دو روایت منسوب به احمد حنبل هم چنین نظری از او نقل شده و در روایت دیگر خلاف آن» (تراثنا الفکری/ الفصل التاسع علی هامش السنة صص۱۶۹٬۱۷۰)
مرحوم شیخ شلتوت نیز، همین عبارات را دربارهٔ تواتر آورده‌است (الإسلام عقیدة وشریعة ص۵۹) شیخ غزالی در ادامه با تفکیک قائل شدن بین سند صحیح و حدیث صحیح، صرف داشتن سند صحیح برای حدیث را ملاک ندانسته و با اشاره به نقد متن حدیث می‌نویسد: «الحدیث الصحیح الآحادی لیس مقطوعا بصحته سواء أکان فی الصحیحین أو غیرهما: [متن]حدیث [با سند]صحیح، قطعیتی ندارد فرقی هم ندارد در صحیحین[بخاری و مسلم] باشد یا نه» (تراثنا الفکری/الفصل التاسع علی هامش السنة صص۱۷۳٬۱۷۴)
غزالی در پایان فصل نهم کتاب خود، نهایتاً چنین نتیجه‌گیری می‌کند: «والخلاصة أن السنة لاتکون إلا بیانا للقرآن.. و یستحیل أن تتضمن معنی أو حکما یخالف القرآن الکریم: خلاصه اینکه سنت چیزی جز بیان بیان قرآن نیست.. و محال است که شامل حکم یا معنایی مخالف قرآن کریم باشد» (تراثنا الفکری/ص۱۸۲)(این قسمت‌های کتاب به فارسی ترجمه نشده‌است)
همچنین او در جای دیگری می‌نویسد: «اما الحدیث فما حاجتکم إلیه؟ لا یفید عقیدة و لایکلف به عمل و ما یسألکم الله عنه یوم القیامة: اما حاجت شما به حدیث چیست؟ حدیث نمی‌تواند در حوزه عقیده‌ها مفید بیفتد و در اعمال هم الزام‌آور نیست و در روز قیامت هم از حدیث پرسش نمی‌شود[بلکه از قرآن سؤال می‌شود]» (سر تأخر العرب و المسلمین ص۱۰۲) یا می‌گوید: «ما یحتاج المسلم فی حیاته إلّا إلی بضع عشرات من احادیث الآحاد: مسلمان در زندگی خود به چند ده حدیث خبر واحد بیشتر نیاز ندارد» (سر تأخر العرب والمسلمین ص۱۰۱)

## رابطه با شیخ احمد صبحی منصور
بعد از مشکلاتی که جریان وهابیت برای شاگردان معنوی امام محمد عبده پیش آورد، دکتر احمد صبحی منصور نیز نهایتاً به همین سرنوشت دچار و از دانشگاه الازهر اخراج شد. او از رابطه اش با شیخ غزالی چنین می‌گوید:
«شیخ غزالی در دادگاهی که گویی طاغوت سلفی برای محاکمه مقتول بنا کرده بود و نه قاتل، از قتل فوده دفاع کرد. قبل از این جریان، رابطه خوبی بین من و غزالی در جریان بود. پیش تر، او در مجالسی که دوستان من هم حاضر بودند دائماً به من حمله می‌کرد. دوستانم گفتند که غزالی مقاله‌ای تحت عنوان «اغلمة العلم» در ذم من نوشته لکن کوشش دوستان مشترک باعث شد تا او بعضی از کتب و مقالات منتشر شده من در نشریات مصری را مطالعه کند. این چنین بود که نظر غزالی دربارهٔ من تغییر کرد و حتی به من گفتند که او آینده خوبی را برای الازهر متصور بوده و امید داشته که با حل شدن مشکلات بین من و شیوخ الازهر، من دوباره به الازهر بازگردم و بتوانم مجدداً حرکت اجتهادی امام محمد عبده را احیا کنم. البته شیخ عبدالله المشد رئیس لجنة الفتوی الازهر هم چنین نظری داشت و او جزء آخرین نسل از شیوخ بزرگوار الازهر بود. غزالی با تأیید بسیاری از نظرات من در کتاب مشهور و جنجالی «السُنَّة النبویة بین اهل الفقه و اهل الحدیث» رابطه اش را با من توثیق کرد و در صدد بود تا بستر را برای آرای فقهی من در الازهر آماده کند. من نیز مراتب تقدیر و تحیت خود را به او ابلاغ کرده و رساله دکترای یکی از محققان دارالعلوم تحت عنوان «علم الحدیث در قرن ششم هجری» را برای غزالی فرستادم. در آن موقع شیخ غزالی یکی از اعضای هیئت داوران بود. او از حجم رساله و عنوان آن وحشت کرد و توسط یکی از دوستان مشترک ـ که اکنون به رحمت خدا رفته ـ رساله را برای من بازپس فرستاد تا در آن ملاحظاتی را اعمال کنم. شیخ غزالی بعدها به بهترین شکلی از من تقدیر کرد. او در کتاب «تراثنا الفکری فی میزان الشرع و العقل» صریحاً از من نام برده و مرا مورد تمجید قرار داد. او یکی از مقالات قدیمی من را در سیاق کتابش مکتوب کرد همچنان که فتوای انکار حدیث را که مخصوصاً از مرحوم شیخ عبدالله المشد رئیس لجنة الفتوی الازهر گرفته بود در دفاع از من ذکر و در کتابش انتشار داد. این فتوا می‌بایستی از طرف شخص مهمی انتشار و مورد توثیق علنی قرار می‌گرفت و مرحوم غزالی با نشر این فتوا در کتاب «تراثنا الفکری» عهده‌دار این کار شد. من منتظر فرصتی بودم تا مراتب تشکر و قدردانی خود را به او اعلام کنم اما با ماجرای گواهی دادگاه فرج فوده تمام تلاشهای شیوخ بزرگوار در نزدیکی بین من و شیخ غزالی نابود شد»
هرچند در این باره روایت دیگری از دکتر محمد عماره وجود دارد که نشان می‌دهد شیخ غزالی هیچگاه در دادگاه، مرحوم دکتر فرج فوده را تکفیر نکرده‌است.
غزالی دربارهٔ شیخ احمد صبحی منصور می‌نویسد: «کتب الدکتور أحمد صبحی منصور هذا الفصل النفیس فی النقد الذاتی للتاریخ الاسلامی، ننقله عنه مقدرین للفکر الذکی الذی أملاه: دکتر احمد صبحی منصور این فصل گرانبها را در نقد ذاتی تاریخ اسلامی نوشته که ما آن را نقل کرده و خوشفکری و هوشمندی نویسنده اش را تحسین می‌کنیم» (تراثنا الفکری فی میزان الشرع و العقل/ فصل هفتم ص۱۰۸ ـ دارالشروق القاهرة ط۵)
احمد صبحی منصور در مصاحبه سال۲۰۱ با نشریه مصری «الیوم السابع» دربارهٔ شخصیت غزالی می‌نویسد: «شیخ غزالی از ویژگی یک محقق برخوردار بود و به همین خاطر حاضر بود تا نظر جدیدی را بپذیرد ولو اینکه این نظر جدید از زبان پژوهشگری خارج شود که سن و سال فرزند او را داشته باشد. این ویژگی از خصوصیات نادری است که در میان شیوخ دینی بسیار به ندرت دیده می‌شود لکن مرحوم غزالی چنین شخصیتی داشت.. شیخ غزالی بعد از نیم قرن تألیف اسلامیات، در حالی درگذشت که روش انتقادی خود را در تفصیلات و جزئیات متمرکز کرده بود اما او دست روی اساس و ریشه موضوع نگذاشت. ریشه مشکلات در تناقض بین قرآن کریم و بین آن چیزی است که مسلمانان بعدها مکتوب کردند و این تراث مکتوب بشری را به زور و افتراء و تحت عنوان حدیث، به وحی الهی غیرقابل خدشه منتسب کردند. بعد از اینکه شیخ غزالی مطالبی را از من مطالعه کرد و بعد از ایجاد تحول فکری در اواخر عمرش، لحن و سیاق مکتوبات او تغییر کرد. برای مثال در موضوع نسخ قرآن، او به وضوح در مفهوم نسخ تراثی به معنای الغای احکام قرآن، تشکیک و نظر مرا در باب اینکه در قرآن نسخی اتفاق نیفتاده قبول کرد (نک: نظرات فی القرآن/حول النسخ) و اینکه نسخ به معنای کتابت و اثبات است و نه الغای احکام قرآن کریم. سپس او در کتاب مشهور «السنة النبویة بین اهل الفقه و اهل الحدیث» صراحتاً به احادیث صحیحین حمله کرد و به همین خاطر به او لقب «منکر السنة» دادند. شیخ غزالی هم در پاسخ کتاب «تراثنا الفکری فی میزان الشرع» را نوشت و در آن کتاب با تمجید از من و اعلان فتوای رئیس لجنة الفتوی الازهر دال بر اینکه منکر استقلال حدیث در ایجاب و تحریم، کافر نیست از خود دفاع کرد. شخصیت شیخ غزالی با بسیاری از بزرگان فعلی الازهر، فرق داشت و این تفاوت فقط به سبب آزاداندیشی و تقلید ستیزی او نبود. آزاداندیشی که باعث شد شخصی بعد از پنجاه سال تألیف و تحقیق و داشتن شهرت و زعامت فکری، افکار غلط گذشته خود را تصحیح کند. اما فرق بزرگ مرحوم غزالی با هم کسوتان فعلیش در الازهر در این بود که او حاضر نبود تا شخصیت علمی و دین خود را با حاکمان داخل یا خارج مصر معامله کند. متأسفانه اغلب شیوخ الازهر علی‌رغم اختلافات فکری با هم، از خدمتگذاران وهابیت سعودی و رژیم حسنی مبارک هستند.»